# Margaret Millar
Margaret Millar, de soltera Margaret Ellis Sturm (Kitchener, Ontario, 5 de febrero de 1915 - Santa Bárbara, California, 26 de marzo de 1994), fue una escritora canadiense (y más tarde nacionalizada estadounidense) de novelas policíacas y de misterio. Casada con Kenneth Millar, más conocido por su pseudónimo literario de Ross Macdonald, la fama de su marido ha contribuido a oscurecer su propia aportación al género.

## Vida y obra
Margaret Sturm nació en 1915 en la ciudad canadiense de Kitchener, cerca de Toronto, hija de un empresario que llegaría a ser alcalde de la ciudad en los años treinta. Comenzó a tocar el piano a los cuatro años y siendo adolescente ya actuaba como pianista en programas de radio locales. Cuando parecía encaminada a una carrera musical, un profesor despertó en ella el interés por la arqueología, que le llevó a matricularse con una beca en los estudios de Filología clásica en la Universidad de Toronto.
Margaret no llegó a licenciarse en la Universidad y se casó en 1938 con Kenneth Millar, al que conocía desde la adolescencia y que, como director del anuario del instituto de Kitchener, le había publicado en 1931 su primer relato. Al año siguiente la joven pareja tuvo una hija, Linda, que moriría en 1970.
El matrimonio Millar se estableció en Kitchener, donde Kenneth comenzó a dar clases en el mismo Instituto en el que ambos habían estudiado y se habían conocido. Margaret parecía sentirse atrapada en su papel de ama de casa y agobiada por los deberes de la maternidad, hasta el punto de que hubo de serle prescrito reposo en cama por una supuesta enfermedad cardíaca, que ella admitiría más tarde que "posiblemente sólo eran nervios". Para que se entretuviera, Kenneth le traía de la biblioteca novelas policíacas, a las que ambos eran aficionados desde la infancia. Margaret había sido de niña una ávida lectora de revistas de detectives, lo que le llevó a confesar en una entrevista: "Siempre le dicen a uno que escriba de lo que conoce; pues bien: lo que yo conocía era el crimen". Sin embargo, las novelas que le traía su marido le parecían insatisfactorias, afirmando que ella podía escribirlas mejores. Kenneth le tomó la palabra y le animó a escribir una, ayudándola también en la revisión y corrección del texto. Así surgió, en sólo catorce días, el manuscrito de la primera novela de Margaret Millar, The Invisible Worm (El gusano invisible), que trataba sobre un asesino múltiple y que se publicaría en 1941.
A esa primera novela seguirían en rápida sucesión otras dos: The Weak-Eyed Bat (El murciélago corto de vista)  y The Devil Loves Me (El Diablo me ama) ambas publicadas en 1942. En estas tres primeras novelas el protagonista es un detective no profesional, el psiquiatra Paul Prye, descrito como un "hombre de mundo" atildado e irónico. Sin embargo, a diferencia de lo que luego ocurriría con su marido respecto al detective privado Lew Archer, Millar nunca tuvo interés en desarrollar una serie larga de novelas con el mismo personaje protagonista. Tras abandonar al Dr. Prye, Millar crearía otros detectives, algunos profesionales como el inspector Sands y los investigadores privados Joe Quinn y Steve Pinata (éste, un huérfano de ascendencia mexicana) y otros más o menos aficionados, como el fiscal Eric Meecham, el corredor de bolsa semijubilado Paul Blackshear, o el joven abogado hispano Tom Aragon, protagonista de tres de sus últimas novelas. 
En 1941 el matrimonio Millar se trasladó a Ann Arbor, en el estado de Michigan, donde Kenneth dio clases en su prestigiosa Universidad hasta ser movilizado durante la Segunda Guerra Mundial. En Ann Arbor, estimulado por el éxito de su esposa, Kenneth escribió su primera novela, que publicaría en 1944 con el seudónimo de "John Macdonald" (que más tarde se transformaría en "Ross Macdonald"), para evitar cualquier confusión con su ya exitosa esposa, lo que hoy no deja de resultar irónico.
En los años de la guerra, Margaret Millar publicó tres novelas más: Wall of Eyes (Muro de ojos), The Iron Gates (Las puertas de hierro) y Fire Will Freeze (El fuego se helará). En las dos citadas en primer lugar el protagonista es el inspector Sands, de la Policía de Toronto, que ya aparecía como personaje secundario en las novelas protagonizadas por el Dr. Prye; un policía solitario y compasivo, de apariencia anodina. La Warner Bros. adquirió los derechos para la pantalla de The Iron Gates, un estremecedor relato de una mujer conducida a la locura. Aunque la película nunca llegó a realizarse, se dice que por rechazar el papel protagonista varias actrices de la Warner, con el dinero obtenido Margaret compró una casa en Santa Bárbara, a la que se trasladó a vivir la familia cuando Kenneth se licenció de la Armada. Desde entonces Santa Bárbara sería el escenario más habitual de las novelas tanto de Millar como de Macdonald, bautizada para la ficción como Santa Felicia o San Félice (sic) en las obras de ella y como Santa Teresa en las de él. Según varias fuentes, en esta época (1945-1946) Millar trabajó también como guionista para la Warner, pero no hay detalles sobre esa actividad.
En 1955 Margaret Millar publicó uno de sus mayores éxitos y de sus novelas más apreciadas por la crítica: Beast in View (La bestia se acerca), una intriga psicológica desencadenada a partir del acoso telefónico que sufre una soltera al borde de los cuarenta años por parte de una mujer trastornada que estuvo brevemente casada con el hermano homosexual de aquella. La novela ganó el Premio Edgar de la Asociación de Escritores de Misterio de América en 1956, al año siguiente de que lo obtuviera El largo adiós de Raymond Chandler y el mismo año en que quedó finalista El talento de Mr. Ripley, de Patricia Highsmith. Beast in View ha sido incluida en la lista de las cien mejores novelas del género de todos los tiempos, tanto por la británica Crime Writers' Association (1990, puesto 75.º) como por la propia asociación americana (1995, puesto 79.º).
El éxito de Beast in View llevó a dos adaptaciones televisivas, la primera emitida el 20 de marzo de 1964 en La hora de Alfred Hitchcock y la segunda el 19 de enero de 1986, en el programa The New Alfred Hitchcock Presents. También Rose's Last Summer, una novela que Millar publicó en 1952, fue llevada a la pequeña pantalla como episodio de la serie Thriller, presentada por Boris Karloff, en la que se emitió el 11 de octubre de 1960.
Desde finales de los años 40 hasta bien entrados los 70, los Millar, juntos o por separado, acudieron con frecuencia a los juicios que se celebraban en el tribunal del condado, que les servían para acopiar material de trabajo sobre oratoria forense, cuestiones legales y pautas de conducta. La novela de Margaret Millar en la que se refleja más directamente esta experiencia es Beyond This Point Are Monsters (Más allá hay monstruos), publicada en 1970 y cuya trama se desarrolla en buena parte en las audiencias de un tribunal que debe decidir si se declara legalmente fallecido a un ranchero desaparecido. La novela está dedicada "al juez John A. Westwick", un buen amigo del matrimonio (años atrás había defendido como abogado a su hija a raíz de un accidente de tráfico con consecuencias fatales en el que Linda se había visto involucrada) que a la sazón les asesoraba sobre los intricados tecnicismos del proceso penal californiano. También la última novela que publicó Millar, Spider Webs, de 1986, es una intriga forense, con connotaciones raciales: el capitán de raza negra de un yate privado, conocido mujeriego, es acusado de asesinato; el título de la novela es una alusión a que las leyes son como "telas de araña".
En 1957 Margaret Millar fue elegida presidenta de la Mistery Writers of América, ocho años antes de que lo fuera también Ross Macdonald. El suyo es el único caso en que marido y mujer han sido cada uno presidentes de esta asociación; y también el único en que los dos miembros de una pareja han obtenido el Gran Premio de la MWA (Grandmaster Award) por el conjunto de su obra.
Linda, la hija de Margaret Millar y Ross Macdonald, siempre fue problemática. En 1959 desapareció durante algunas semanas y sus padres hubieron de localizarla con la colaboración de un detective privado de Reno. Ese detective real se convertiría en 1962, con el nombre de Joe Quinn y en la misma ciudad de Nevada, en el protagonista de How Like an Angel, una novela en que Millar anticipa de algún modo el estilo de vida alternativo de las comunidades hippies que estaban por surgir. Cuando Linda murió en 1970, a los treinta y un años de edad, Millar entró en un silencio literario de seis años, que rompería en 1976 con Ask for Me Tomorrow (Pregunta por mí mañana), la primera de una serie de tres protagonizadas por el abogado hispano Tom Aragon, a la que seguirían la humorística The Murder of Miranda (El asesinato de Miranda), de 1979 y The Mermaid (La sirena), en 1982.
Margaret Millar también escribió algunas novelas no inscritas en el género de misterio, la primera de ellas, Experiment in Springtime (Experimento en primavera), en 1947. En la década de 1960 tanto ella como su marido participaron activamente en el movimiento para la conservación de la naturaleza en California. Sus observaciones de la vida silvestre en los cañones cercanos a su casa le sirvieron para escribir en 1968 su único libro de no ficción: The Birds and the Beasts Were There (Las aves y las bestias estaban allí).
Margaret Millar murió en su casa de Santa Bárbara el 26 de marzo de 1994 de un ataque al corazón. Había sobrevivido casi once años a su marido (fallecido en 1983 a causa de la enfermedad de Alzheimer) y casi un cuarto de siglo a su única hija, por lo que a ella solo le sobrevivió su hermana Dorothy.

## Opiniones críticas
[Margaret Millar] supo combinar la destreza en el retrato de personajes y la construcción de tramas de intriga con una precisión y pulcritud sobresalientes en el uso del lenguaje.
Lorenzo Silva.

Margaret Millar es seguramente una de los mejores escritores de novela criminal de la segunda mitad del siglo XX, en el sentido de que la escritura de sus libros, su prosa, es de una calidad soberbia. En casi cada página de este [Beast in View] hay alguna descripción, sea de un hecho físico o de un estado mental, que envía un agudo rayo de significado extra a la mente del lector.
H.R.F. Keating.

## Índice cronológico de obras
(Las señaladas con asterisco no pertenecen al género de misterio)
- The Invisible Worm (1941)
- The Weak-Eyed Bat (1942)
- The Devil Loves Me (1942)
- Wall of Eyes (1943) "Muro de ojos" Serie Inspector Sands
- Fire Will Freeze (1944)
- The Iron Gates [Taste of Fears] (1945) "Las puertas de hierro" Serie Inspector Sands
- Experiment in Springtime* (1947)
- It's All in the Family* (1948)
- The Cannibal Heart* (1949)
- Do Evil in Return (1950)
- Rose's Last Summer (1952) "Muerte en el estanque"
- Vanish in an Instant (1952)
- Wives and Lovers* (1954)
- A Beast in View (1955) "La bestia se acerca"
- An Air That Kills [The Soft Talkers] (1957)
- The Listening Walls (1959) "Las paredes oyen"
- A Stranger in My Grave (1960) "Un extraño en mi tumba"
- How Like an Angel (1962) "Semejante a un ángel"
- The Fiend (1964) "El maligno"
- The Birds and the Beasts Were There* (1968)
- Beyond This Point Are Monsters (1970) "Más allá hay mounstros"
- Ask for Me Tomorrow (1976) "Pregunta por mi mañana" Tomo Aragon 1
- The Murder of Miranda (1979) "El asesinato de Mrs. Shaw" Tom Aragon 2
- Mermaid (1982) "La sirena" Tom Aragon 3
- Banshee (1983) "Banshee"
- Spider Webs (1986) "La telaraña de nieve"
- The Couple Next Door: Collected Short Mysteries, ed. Tom Nolan (2004)